# Koroknai Sándor
Koroknai Sándor (Debrecen, 1994 –) magyar színész. 

## Életpályája
A helyi Dienes László Gimnáziumban érettségizett. 2014–2019 között a Színház- és Filmművészeti Egyetem színművész szakán tanult.

## Filmes és televíziós szerepei
- Napszállta (2018)
- Guerilla (2019)
- A besúgó (2022) ...Karbantartó